# SN 1979E
SN 1979E – niepotwierdzona supernowa odkryta 19 sierpnia 1979 roku w galaktyce NGC 4902. W momencie odkrycia miała maksymalną jasność 16,00m.